# Tercera División de España 2012-13
La temporada 2012-13 de la Tercera División de España de fútbol comenzó en agosto de 2012 y finalizó en junio de 2013 con los playoff finales.

## Promoción de ascenso a Segunda División B

### Equipos clasificados
Los siguientes equipos se han clasificado para la promoción de ascenso a Segunda División B:
En negrita se indicarán los equipos que ascenderán a Segunda División B.
| Grupo I                        | Grupo II                      | Grupo III              | Grupo IV            | Grupo V           |
| ------------------------------ | ----------------------------- | ---------------------- | ------------------- | ----------------- |
| 1º Racing C. de Ferrol         | 1º C.D. Tuilla                | 1º C.D. Tropezón       | 1º C.D. Laudio      | 1º U.E. Olot      |
| 2º R.C. Celta de Vigo B        | 2º A.D. Universidad de Oviedo | 2º S.D. Rayo Cantabria | 2º Arenas Club      | 2º U.E. Cornellà  |
| 3º S.D. Compostela             | 3º C.D. Covadonga             | 3º C.D. Cayón          | 3º Club Portugalete | 3º C.E. Europa    |
| 4º R.C. Deport. de La Coruña B | 4º U.P. Langreo               | 4º C.D. Laredo         | 4º S.D. Leioa       | 4º A.E.C. Manlleu |

| Grupo VI                | Grupo VII                        | Grupo VIII                   | Grupo IX                | Grupo X           |
| ----------------------- | -------------------------------- | ---------------------------- | ----------------------- | ----------------- |
| 1º Elche Ilicitano C.F. | 1º C.D. Puerta Bonita            | 1º Burgos C.F.               | 1º Ctro. Dep. El Palo   | 1º Algeciras C.F. |
| 2º Novelda C.F.         | 2º C.U. Collado Villalba         | 2º C.yD. Leonesa             | 2º Atlético Mancha Real | 2º Córdoba C.F. B |
| 3º U.D. Alzira          | 3º C.F. Trival Valderas Alcorcón | 3º Arandina C.F.             | 3º Granada C.F. B       | 3º Coria C.F.     |
| 4º C.D. Castellón       | 4º A.D. Unión Adarve             | 4º Gimnástica Segoviana C.F. | 4º Atlético Malagueño   | 4º C.D. Mairena   |

| Grupo XI                 | Grupo XII                   | Grupo XIII            | Grupo XIV           | Grupo XV          |
| ------------------------ | --------------------------- | --------------------- | ------------------- | ----------------- |
| 1º S.C.R. Peña Deportiva | 1º U.D. Las Palmas Atlético | 1º La Hoya Lorca C.F. | 1º Extremadura U.D. | 1º A.D. San Juan  |
| 2º U.D. Poblense         | 2º C.D. Atlético Granadilla | 2º C.D. Cieza         | 2º U.D. Badajoz     | 2º U.D. Mutilvera |
| 3º S.D. Formentera       | 3º Estrella C.F.            | 3º Mar Menor C.F.     | 3º C.D. Don Benito  | 3º C.D. Iruña     |
| 4º U.D. Alcudia          | 4º C.F. Unión Viera         | 4º F.C. Jumilla       | 4º C.D. Díter Zafra | 4º C.D. Cortes    |

| Grupo XVI            | Grupo XVII       | Grupo XVIII                  |
| -------------------- | ---------------- | ---------------------------- |
| 1º C. Haro Deportivo | 1º C.D. Sariñena | 1º C.D. Toledo               |
| 2º C.D. Alfaro       | 2º Andorra C.F.  | 2º U.B. Conquense            |
| 3º C.D. Calahorra    | 3º C. D. Ebro    | 3º C.D. Azuqueca             |
| 4º C.D. Varea        | 4º Utebo F.C.    | 4º C.F. Talavera de la Reina |

|  | Clasificado para la ruta de campeones de grupo de la promoción de ascenso ( si obtuvo el ascenso)    |
|  | Clasificado para la ruta de no campeones de grupo de la promoción de ascenso ( si obtuvo el ascenso) |

### Equipos ascendidos
Los siguientes equipos han ascendido a Segunda División B:
| Grupo I - Racing C. de Ferrol - R.C. Celta de Vigo B - S.D. Compostela Grupo II - No ascendió ningún equipo de este grupo Grupo III - C.D. Tropezón Grupo IV - C.D. Laudio Grupo V - U.E. Olot Grupo VI - Elche Ilicitano C.F. | Grupo VII - C.D. Puerta Bonita Grupo VIII - Burgos C.F. - C.yD. Leonesa Grupo IX - Ctro. Dep. El Palo - Granada C.F. B Grupo X - Algeciras C.F. Grupo XI - No ascendió ningún equipo de este grupo Grupo XII - U.D. Las Palmas Atlético | Grupo XIII - La Hoya Lorca C.F. Grupo XIV - No ascendió ningún equipo de este grupo Grupo XV - No ascendió ningún equipo de este grupo Grupo XVI - No ascendió ningún equipo de este grupo Grupo XVII - C.D. Sariñena Grupo XVIII - C.D. Toledo - U.B. Conquense |

## Descenso a Regional
Los siguientes equipos descienden a la División Regional correspondiente de cada grupo:
| Grupo I              | Grupo II         | Grupo III                       | Grupo IV                    | Grupo V           |
| -------------------- | ---------------- | ------------------------------- | --------------------------- | ----------------- |
| 17º Villalonga F.C.  | 18º C.D. Llanes  | 18º S.D. Textil Escudo          | 18º C.D. Getxo              | 18º C.E. Júpiter  |
| 18º Bergantiños F.C. | 19º Navia C.F.   | 19º E.M.F. Meruelo              | 19º C.D. Aurrera de Vitoria | 19º U.E. Vic      |
| 19º Céltiga F.C.     | 20º Navarro C.F. | 20º S.D. San Martín de la Arena | 20º C.D. Anaitasuna         | 20º C.F. Balaguer |
| 20º Narón Balompé P. |                  |                                 |                             |                   |

| Grupo VI                  | Grupo VII                     | Grupo VIII                 | Grupo IX                       | Grupo X                   |
| ------------------------- | ----------------------------- | -------------------------- | ------------------------------ | ------------------------- |
| 18º C.D. Burriana         | 17º A.D. Villaviciosa de Odón | 18º G.C.E. Villaralbo C.F. | 18º Jtud. de Torremolinos C.F. | 18º C. Atlético Antoniano |
| 19º Crevillente Deportivo | 18º C.D. Colonia Moscardó     | 19º C.D. Cuéllar Balompié  | 19º Alhaurín de la Torre C.F.  | 19º U.D. Los Barrios      |
| 20º C.D. Denia            | 19º C.D. Griñón               | 20º C.F. Palencia          | 20º C.D. Comarca de Níjar      | 20º Montilla C.F.         |
| 21º Catarroja C.F.        | 20º D.A.V. Santa Ana          |                            |                                |                           |

| Grupo XI                 | Grupo XII                 | Grupo XIII         | Grupo XIV                | Grupo XV               |
| ------------------------ | ------------------------- | ------------------ | ------------------------ | ---------------------- |
| 16º U.D. Atlético Isleño | 18º U.D. Tijarafe         | 16º C.D. Bala Azul | 18º Moralo C.P.          | 18º C.D. Subiza        |
| 17º C.D. Andrach         | 19º U.D. Gomera           | 17º C.D. Beniel    | 19º E.F. Emérita Augusta | 19º C.D. Peña Azagresa |
| 18º C.D. España          | 20º C.D. San Pedro Mártir | 18º Pinatar C.F.   | 20º C.D. Valdelacalzada  | 20º S.D. Lagunak       |
| 19º C.F. Sóller          |                           |                    |                          |                        |
| 20º C.F. Son Ferrer      |                           |                    |                          |                        |

| Grupo XVI        | Grupo XVII           | Grupo XVIII         |
| ---------------- | -------------------- | ------------------- |
| 18º Yagüe C.F.   | 17º C.D. La Almunia  | 18º C.D. Marchamalo |
| 19º C.F. Rapid   | 18º C.D. Valdefierro | 19º C.D. Torrijos   |
| 20º C.D. Aldeano | 19º C.D. Robres      | 20º U.D. Talavera   |
|                  | 20º C.D. Binéfar     |                     |

Tras la retirada de la competición del C.D. San Pedro Mártir y del C.F. Palencia en el Grupo XII y en el Grupo VIII respectivamente, cada uno tiene una plaza menos para el descenso puesto que la que ocupaba estos clubes computa como una, por lo que cada grupo se queda con solo 2 plazas.

## Equipos retirados de la competición
| Equipo                | Grupo      | Últ. Jornada |
| --------------------- | ---------- | ------------ |
| Orihuela C.F.         | Grupo VI   | 2            |
| C.D. San Pedro Mártir | Grupo XII  | 16           |
| C.F. Palencia         | Grupo VIII | 21           |